# Sân vận động Gia tộc Lynn
Sân vận động Gia tộc Lynn (tiếng Anh: Lynn Family Stadium) là một sân vận động dành riêng cho bóng đá ở khu phố Butchertown của Louisville, Kentucky, Hoa Kỳ. Đây là sân nhà của Louisville City FC thuộc USL Championship kể từ khi sân được khánh thành vào năm 2020 và sẽ trở thành sân nhà của Racing Louisville FC thuộc National Women's Soccer League từ năm 2021. Sân vận động có sức chứa cố định là 11.700 chỗ ngồi, với sân có khả năng mở rộng sức chứa lên đến 15.304 khán giả. Sân được khởi công vào năm 2018.